# Pouy-Roquelaure
Pouy-Roquelaure is een gemeente in het Franse departement Gers (regio Occitanie) en telt 137 inwoners (1999). De plaats maakt deel uit van het arrondissement Condom.

## Geografie
De oppervlakte van Pouy-Roquelaure bedraagt 10,9 km², de bevolkingsdichtheid is 12,6 inwoners per km².
De onderstaande kaart toont de ligging van Pouy-Roquelaure met de belangrijkste infrastructuur en aangrenzende gemeenten.

## Demografie
Onderstaande figuur toont het verloop van het inwonertal (bron: INSEE-tellingen).